# Melleray
Melleray – miejscowość i gmina we Francji, w regionie Kraj Loary, w departamencie Sarthe.
Według danych na rok 1990 gminę zamieszkiwało 505 osób, a gęstość zaludnienia wynosiła 19 osób/km² (wśród 1504 gmin Kraju Loary Melleray plasuje się na 839. miejscu pod względem liczby ludności, natomiast pod względem powierzchni na miejscu 362.).